# Lego Ninjago: A Spinjitzu mesterei
A Lego Ninjago: A Spinjitzu mesterei (eredeti cím: Lego Ninjago: Masters of Spinjitzu) 2011-től 2022-ig vetített dán–kanadai televíziós 3D-s számítógépes animációs kalandsorozat, amelyet Michael Hegner és Tommy Andreasen alkotott, az azonos című Lego játék alapján készült. Amerikában 2011. január 14-én mutatták be. Magyarországon a pilot epizódokat is szinkronizálták, de végül nem vetítették le, hanem a Lego oldalán tették közzé. Az első évadot 2012. április 4-től az RTL (RTL Klub) sugározta Jó reggelt, skacok! című műsorblokkjában, november 9-től pedig már a második évadot is műsorra tűzte. November 25-től a Megamax is vetítette. A 3. évadot az RTL (RTL Klub) 2014 októberétől vetítette. 2015. február 23-tól a Cartoon Network is adja, illetve a negyedik évadtól országos premierként sugározta a sorozatot 2022. november 25-ig.

## Cselekmény

### Pilot évad
Az idő kezdetén az első Spinjitzu mester megteremtette a 4 aranyfegyvert, amik a 4 elemet uralják: tűz, villámlás, jég és föld. Sensei Wu, a Spinjitzu egyik mestere azt a 4 nindzsát keresi, akik uralni fogják az aranyfegyvereket. Már a negyediket kutatja, Kait aki egy kovácsműhelyben dolgozik a húgával együtt. Megérkeznek az alvilág teremtményei, a csontvázak, akik elrabolják Kai húgát, Nyát. Kai meg akarja menteni húgát, ezért Sensei Wúval tart. Megismerkedik a többi nindzsával, Zane-nel, Cole-lal és Jayjel. Kai a tűz, Cole a föld, Zane a jég és Jay a villám mestere lesz. Megszerzik a Spinjitzu négy aranyfegyverét. Megmentik Nyát, és a fegyvereket őrző sárkányok segítségével lemennek az Alvilágba. Ott Lord Garmadont még nem sikerült legyőzniük, aki azóta már a felszínre jutott az aranyfegyverek erejével.

### Mini epizódok
Sensei Wu 6 története a jelenből és a múltból.

### 1. évad
Lloyd, Lord Garmadon fia apja nyomdokaiba szeretne lépni, így a legközelebbi falutól édességet követel. De a lakosság csak kineveti, ezért megsértődik és elmegy. Megtalálja a Hipnokobrák sírját, amit kinyit. Időközben elveszti e kígyók fölötti irányítást, ezért még két sírt kinyit (Vámpírkobrák és Anakondák) a térkép segítségével, amit a Hipnokobráknál talált. Pythor, az utolsó Anakonda megszerzi a térképet és kinyitja a maradék 2 sírt (Venomarik és Constrictaiok). Terve, hogy az 5 törzs egyesítésével megtalálja a 4 méregfogpengét, melyekkel feléleszti a Nagy Zabálót. Sensei Wu megkéri Lord Garmadont, hogy segítsen nekik. Kiderül, hogy Lloyd a zöld nindzsa, tehát ő az egyetlen, ki képes a Sötét Urat legyőzni. A kígyóknak sikerül a tervük, és eleinte reménytelen a helyzet. De Kai, Cole, Zane és Jay csapdába csalja a hatalmas kígyót, és Lord Garmadon az aranyfegyverekkel legyőzi azt. Viszont a Sötét Úr eltűnt az aranyfegyverekkel együtt.

### 2. évad
Miután a Nagy Zabáló tönkretette a hajójukat, Wu mester és a nindzsák Nya segítségével új otthont keresnek Ninjagóban, hogy Lloyd kiképzését elkezdhessék. A bajt tetézi, hogy a Szerpentinek még mindig szabadok és Lord Garmadonnal együtt az arany fegyvereik is eltűntek. A nindzsák elviszik Lloydot Dareth Nagy Sensei Vidám Dódzsójába, hogy ott folytassák a kiképzését. Időközben Lord Garmadon a négy aranyfegyver egyesítésével létrehozza a Mega-fegyvert, melynek segítségével életre kelti a nindzsák hajójának eredeti legénységét, a kalózokat. Lloydot meghívják régi iskolájába, hogy tiszteletbeli Kiválósági Diplomát adjanak neki. A nindzsák rájönnek, hogy ezzel a csellel a rosszfiúk Lloydot szeretnék meggyőzni, hogy legyen a vezetőjük. Eközben Lord Garmadon a Mega-fegyver segítségével létrehozza a nindzsák gonosz hasonmásait. Mivel Dareth nem fizette ki időben a számláit, ezért a Darnagom Vállalat le akarja rombolni a dódzsóját. Azért, hogy megmentsék a dódzsót, Lloyd és a nindzsák beneveznek egy veszélyes raliversenyre, amelyen a jól ismert versenyzők mellett Lord Garmadon is elindul. A nindzsák miközben megpróbálják megakadályozni, hogy Lord Garmadon visszaforgassa az időt és felélesszen egy őskori szörnyet, gyerekekké változnak. Lloyd segítségét kérik, akinek egy képregényes vetélkedőn kell elnyernie a Fény-Kardokat, melyekkel a lény legyőzhető. Lord Garmadon, azért, hogy végleg legyőzze a nindzsákat, a Mega-fegyver segítségével visszautazik az időben, a múltat megváltoztatni. A nindzsák, hogy ezt megakadályozzák, utána vetik magukat és a múltbéli arany fegyvereik segítségével megsemmisítik a Mega-fegyvert. Útjuk közben találkoznak Garmadon feleségével, Misakóval. Lord Garmadon célja, megtalálni a rég elveszett Sötét Szigetet, ahol feléleszti a legyőzhetetlen, legendás Kőhadsereget, amivel képére formázhatja Ninjagót. Garmadon, Skales és a három Szerpentin tábornok a tengeren repülnek a kígyó helikopterrel, Skales kidobja Garmadont, később a Sötét Szigeten találkozik Garmadon a Sötét Úrral. Zane találkozik felélesztett és bezárt apjával, Dr. Juliennel.
A nindzsák követik Garmadont a Sötét Szigetre, velük érkeznek Misako és Dr. Julien is. A fény templomában újra megkapják elemi erejüket (ami eddig nem volt, mert nem voltak meg az aranyfegyverek), így már képesek legyőzni a Kőhadsereget. A nindzsák megpróbálják ellopni Garmadon sisakját, hogy ne kelljen Lloydnak harcolnia vele, de nem sikerül nekik. Eközben a kőhadsereg elrabolja Nyát és Garmadon gonosszá változtatja a sötét anyaggal. Lloydnak már harcolnia kellett volna apjával, de egyikük sem merte megtenni. A Sötét Úr megszállja Garmadon testét. A Sötét Úr sárkány formájában Ninjagóba megy, hogy leigázza. Dareth megszerzi a Kőhadsereg felett az irányítást, így már nem védi meg senki a Sötét Urat. Lloyd feloldván az első Spinjitzu mestere erejét legyőzi az urat, és újra béke száll a földre. Garmadon újra jó lett, minden sötétség elszállt belőle.

### 3. évad
Cyrus Borg felépíti a Sötét Úr legyőzésének helyére cégét, ezért az úr digitálisan újraéledt. A nindzsák az új technopengékkel megpróbálták törölni, de nem sikerült, elkéstek. Pythor visszatért, és az ő segítségével az úr elfogta Lloydot, és elszívván annak erejét, testet öltött. Nindroid seregét elküldte egy távoli bolygóra, hogy elhozzák neki az Aranyfegyverek maradványait. (Garmadon az aranyfegyverekkel még a 2. évadban megalkotta a Mega-fegyvert, amit elpusztítottak, és maradványai egy messzi helyre kerültek.) A Sötét Úr olyan erőssé vált, hogy az utolsó pillanatban sikerült csak legyőznie őt Zane-nek. Viszont Zane ezért az életével fizetett. Pixal, egy női nindroid viszont újra "találkozott" vele, ahogy Zane a gépeket irányítja.

### 4. évad
Zane eltűnése után a csapat felbomlott. Akkor kezdenek újra összeállni, amikor a híres tésztagyár vezető Chen mester meghívót küld a nindzsáknak. Chen titkos szigetén a nindzsák az életükért küzdenek. Chen gonosz terveket szövöget, amelyet a nindzsák is megtudnak, viszont a többiek nem hisznek nekik. Később Cole rátalál Zane-re, aki Titánium Nindzsaként nevezi magát. Chen titkos gyárában a föld alatt Karlof, Cole és Zane a többi vesztes harcossal elkezdenek építeni egy repülőgépet ami egy rombolónak készül. Nya kémkedni indult a szigetre, ám Dareth leleplezi őt. Később Chen elindítja a megmaradt 8 harcost, hogy kapja el Nyát. Chen megbízza tanítványát Clouse-t, hogy kapja el a megmaradt harcosokat. Lloyd, Garmadon Sensei és Nya kivételével mindenkit elkapnak. Chen az Elemi Pálca segítségével elszívja az erejüket. Skylor megkéri apját, hogy Kait ne zárják a gyárba. Lloyd Garmadon Senseijel és Nyával megpróbálják kiszabadítani őket, ám Kait Chen ármánysága átállítja a sötét oldalra, viszont ez egy csel, amely akkor derül ki, amikor Skylor és Kai elveszik az Elemi Pálcát Chen-től. A tésztagyárban raboskodó harcosok és munkások is kiszabadulnak. Chen elfogta a lányát, és az erejét kiszívta belőle, így őt és harcosait Anakondrai Harcosokká változtatta, így elfoglalta Ninjagót. A nindzsák szembenéztek félelmükkel és megidézték a sárkányaikat. A többi elemi mester és a nindzsák az Ősök Folyosójánál küzdenek meg a végső csatában Chennel és seregével. Pythor szerint csak akkor győzhetik le őket, ha valaki feláldozza magát és száműzi őket az Elátkozott Birodalomba. Garmadon feláldozta magát, és így Chent seregével együtt legyőzte. Ezenkívül felszabadította az igazi Anacondrai Vezetők lelkét. Arcturus Tábornok hálás volt Lloyd apjának és Pythort is megjutalmazta, így a nindzsák megmentették a világot.

### Chen mini epizódjai
Chen mester 5 mini epizódja, amiben azt láthatjuk, hogy miként próbálja ki az új székét.

### 5. évad
A Chennel történt csata után a csapat újra összeállt és újra megvédik a világot. Sensei Wu egy időre leszerelt és egy teaboltot nyit, amelynek neve Áztatott Bölcsesség. Wu megbízza a nindzsákat, hogy reklámozzák a teaboltot, de az erejüket nem használhatják. Ezt ők viszont nem tartják be és használják. Eközben Lloydot a Ninjago Múzeumba hívják, ahol az Éjjeli Őr (Morro irányításával) rátámad és megszerez egy vértet, amellyel bajtársakat idézhet meg az Átkozott Birodalomból. Eközben a nindzsáknak reklámozás közben elmegy az erejük, és ezért visszarohannak a teaboltba, ahol megjelenik Morro és Wu botjára vágyik, amelyen egy titkos térkép van az Első Spinjitzu Mester sírjához. Eközben sikerül elmenekülniük (Nya és Kai segítségével), de Morro követi őket és megszerzi a botot. Szerencsére Sensei Wu lerajzolja a térképet és az első lépcső az Légjitzu megtanulása, amit egy tekercsből lehet megtanulni, viszont azt Ronin elrabolta Domu ősi könyvtárából (ezzel a nindzsák időt nyernek, mert Morro a tekercset a könyvtárban keresi). A nindzsák elmennek Stiixbe, ahol megtalálják Ronint, aki azt mondja, hogy a tekercset megvehetik tőle igen drágán, így a nindzsák elhatározzák, hogy munkát keresnek Stiixben, de ez nem válik be. Szerencsétlenségükre Morro ellopja a tekercset és megtanulja a Légjitzut. A nindzsák elmennek Sensei Yang szellemjárta templomához, majd este kiállva a próbát megkapják a tekercset, ám Cole nem jut ki időben a templomból, így örökre szellem lesz. A második nyom a Felhőkirályságba vezeti őket, de ahhoz először fel kell menniük Ninjago legmagasabb hegyéhez (Havas Sirató), kell átmenniük a Vak Ember Szeme nevű hurrikánon át eljutnak ide Morro előtt. Viszont Fenwick (a Felhőkirályság főirományosa) összejátszik Morróval és neki adja át a Szentélyek Kardját. Hosszú kalandozás után le a hegyről Kai megszerzi a kardot, de Ronin ezt el fogja lopni. Nya nem tudja feltartóztatni őt, mert az ereje még gyenge, így megszökik és elviszi Morrónak Stiixbe a kardot, viszont Morro becsapja őt és a testébe bújik, majd átveri a nindzsákat és az Átkok Barlangjába vezeti őket, ami bármikor berobbanhat. A nindzsáknak Ronan gépének (REX) segítségével sikerül megmenekülniük és a betáplált koordinátákkal eljutnak a kriptához, ahol feladatok sora után Morro kibújik Lloyd testéből és megszerzi a Világkristályt. Míg nem sikerül mesterét kiszabadítani a nindzsák egy ravasz trükkel bejutnak a szellem járta Stiix-be és elterelik Morro figyelmét, amíg Lloyd elpusztítja a kristályt. Viszont ez nem sikerül, mert a Magasságos elragadja őt és beviszi az Átkozott Birodalomba, ahol találkozik Garmadonnal. A Magasságos mégis kijut és a vízben is követi a menekülő nindzsákat egészen a Csalfa Árokig, ahol Nya felébreszti erejét és legyőzi a monstrumot. Wu meg akarja menteni Morrót, de ő inkább odaadja neki a Világkristályt és feláldozza magát. Ekkor Wu visszahozza Lloydot és így megmentik a nindzsák a világot.

### 6. évad
Clouse kiszabadított egy Nadakhan nevű dzsinnt, aki ellopta a Világkristályt, s azzal felszabadította a légi kalózokat. Nadakhan, a Világkristály segítségével Dzsinnjagóba utazott, mely szinte már teljesen elpusztult. A nindzsák börtönbe kerültek, mert a dzsinn felöltve alakjukat gonosz tetteket vitt véghez. A börtönben találkoztak Sotóval, ki elmesélte, hogy anno a légi kalózok ellen harcoltak. Közben Dzsinnjagóban Nadakhan apja adott a légi kalózoknak egy dzsinn pengét, melynek segítségével bezárhatják a nindzsákat és használhatják az erejüket. A nindzsák megszöktek és Sotót is kiszöktették. Ekkor a légi kalózok Ninjagóra támadtak, s darabjaira akarták szakítani a szigetet, hogy Dzsinnjago mását felépíthessék. A nindzsák ellopták a térképet a légi kalózoktól, amivel rájöttek, hogy az Özvegy Tigris szigetén van a méreg, amely lelassíthat egy dzsinnt. Persze megszerezték a nindzsák a mérget, de a mindhárom kívánságukat elhasználó Zane-t és Kait Nadakhan bezárta a dzsinn pengébe, Jayt pedig elrabolták. Jay küldött egy üzenetet az Özvegy Tigris szigetére, Ronin megtalálta és elment a többi nindzsához. Elvitte őket és építettek egy léghajót. Azzal elmentek Jayért és kiszabadították. Jay és Nya elmenekült, de Cole és Lloyd a dzsinn penge rabságába esett 3 kívánságuk elhasználása miatt. Jay és Nya elment dr. Julien házához, ám a légi kalózok követték őket, és elvitték Nyát, hogy Nadakhan feleségül vehesse, így végtelen kívánsághoz jut. (A dzsinnek nem kívánhatnak alaphelyzetben maguknak.) Jay azonban ellopta a dzsinn pengét és kiszabadította a nindzsákat. Nadakhan végtelen ereje miatt megőrült és a légi kalózokat elátkozta, csak Kutyafül és Fintlocke maradt meg. A nindzsák elterelték Nadakhan figyelmét és Fintlocke, aki egy mesterlövész, és a méreggel meglőtte Nadakhant, de Nyát (aki meg van varázsolva, így testét valójában Delara, Nadakhan szerelme használja) is eltalálta. Nadakhan azt kívánta, hogy Nya meghal. Jay utolsó kívánsága viszont az volt, hogy bárcsak Nya kezét megfogta volna, és, hogy Nadakhant nem találták meg soha a lámpásban. Nadakhan köteles volt teljesíteni ezt a kívánságot. Ezt csak az idő visszapörgetésével lehetett megtenni, így az első epizód idejére kerültek vissza a nindzsák, ahol Jay és Nya kezet fogott. Csak ők emlékeztek a történésekre. Amikor Clouse kereste a lámpást, az egyik ember felkiáltott, hogy "szellem!" és elkapták.

### A Légi-kalózok legendái
Izgalmas hangvételű mini-epizódok, melyekből megtudhatjuk hogyan verődött össze Nadakhan kalózbandája. A részek az alábbi szöveggel kezdődnek:
"Gyűljetek ide gézengúzok, halljátok a mesét, hogy az Örök Balsors, hogyan toborozta legénységét. Füled hegyezd mostan!"

### A régmúlt gonosztevői
Dr. Saunders, akiről a 7. évadban kiderül, hogy valójában Krux, bemutatja a legyőzött gonosztevőket a Ninjago múzeumban. Samukai, Pythor, Kozu, Cryptor, Chen és Morro történetét összefoglaló 6 rövid rész.

### Különkiadás: Az Ősök napja
Miközben a nindzsák az őseikre és eltávozott barátaira emlékezve lámpást gyújtanak ezen a szent napon, Yang sensei a volt diákjait és a régi gonosztevőket kényszeríti Ninjago váratlan megtámadására. Ezen a napon mindegyik nindzsa a számára közel álló emberre emlékezett meg. Az Ősök napján megnyílt a Ninjago Történeti Múzeum. Legelőször a nindzsák nézik meg dr. Saunders kurátor jelenlétében a gonosztevőkről állított szobrokat, tárgyakat. Cole eközben nagyon magányosnak érzi magát, mivel ő egy szellem. A falon lévő Yang-kép szólította őt, hogy jöjjön és zárja be a kört. Yang sensei templomához ment, ahol a gonosz szellem-mester tőrbe csalta őt. Cole megszerezte a Yin pengét, de rossz helyre ütött. Összetört egy edényt, amely tartalma a jó-rossz holdfogyatkozás idején képes megidézni az eltávozottakat. Így hát a gonosztevők feléledtek és az általuk kiszemelt nindzsa ellen fordultak, akin bosszút akartak állni. Morro tájékoztatta Wu senseit és szembeszálltak az ellenséggel. Közben Cole küzd a szellem-tanítványokkal és meg akarja állítani Yangot. A gonosz sensei a Yin pengével újra halandó emberi testet akar ölteni (ez is változtatta őt szellemmé). Cole közbeavatkozik és végül azt szeretné, hogy mindketten emberekké váljanak. Yang sensei ismételten gonoszkodik, így végül csak a föld mestere, Cole egy hatalmas robbanás után a földre zuhan, immár emberként. Most már barátai újra felfigyelnek rá és nagyon örülnek sikeréért. (Ezután egy furcsa tetoválás látható a homloka bal részén.)

### 7. évad
Röviddel az Ősök napját követően Wu mester régi ellenségére, Acronixra várakozik, hogy eldöntsék a párbajt, amit 40 évvel ezelőtt kezdtek. De Wu mesternek nem lett volna szabad egyedül megküzdenie egy ilyen erős ellenséggel. Acronix az Időszablyával mér csapást Wu mesterre, aki ettől gyorsan öregedni kezd! Acronix elmenekül és újra találkozik ikertestvérével, Kruxszal, aki az elmúlt 40 év során dr. Sander Saunders alakjában rejtőzködött. Ez alatt az idő alatt Krux egy új csúszó-mászó ellenséget tenyésztett ki: a karmazsin katonákat. A karmazsin katonák támadást intéznek Ninjago City ellen, és elrabolják Cyrus Borgot. A nindzsáknak így nem csak egy új ellenséggel kell szembenézniük, más bajok is fenyegetik őket. Kai felfedezte apja régi kovácsbélyegét egy karmazsin katona sisakján és attól fél, hogy rég elveszett szülei árulók voltak. Wút elrabolták, és a mesterséget még tanuló Lloyd csak nagy nehézségek árán tudja vezetni a nindzsákat a mester távollétében. Nya megpróbálja kitalálni, hogy ki lopta el a Samurai X öltözékét. A legrosszabb pedig az, hogy, a nagy erejű időszablyák kezdenek kizuhanni az időből és megjelennek szerte a Ninjago világban. Ha Krux és Acronix megszerzi mind a négyet, akkor ők lesznek a világ urai! A nindzsák elmennek Krux és Acronix titkos odújába a Mocsárvidékre és amíg Jay, Cole, Lloyd és Zane azon igyekszik, hogy megmentsék Cyrus Borgot, Kai és Nya megtalálják a szüleiket. Kai és Nya megkönnyebbülten veszik tudomásul, hogy szüleik egyáltalán nem voltak árulók – egész idő alatt Krux tartotta fogva őket. De Krux és Acronix felfedezi őket és arra kényszeríti Kait és Nyát, hogy megszerezzék nekik az utolsó hiányzó pengét – a Megfordító Pengét. Kai és Nya csak akkor tudják visszaszerezni a pengét veszélyes nyugvóhelyéről a Forró-tengerből, amikor egyesítik elemi erőiket. Most, hogy Krux és Acronix megszerezte mind a négy időpengét, be tudják kapcsolni az időgépet aminek a megépítésére Cyrus Borgot kényszerítették. Ők visszautaznak az időben a karmazsin harcosaikkal együtt, hogy megváltoztassák Ninjago történelmét. Kai, Nya és Wu azonban követi az Időutazást. Hőseink megmentik a múltat (és a jövőt), de miközben visszatérnek a jelenbe, a megfiatalodott Wu feláldozza magát, hogy megmentse Kai és Nya apját. Igaz, hogy a Ninjago világ ismét biztonságban van, de a nindzsák észreveszik, hogy Wu nem jött ki az Időspirálból. Hol lehet Wu?

### 8. évad
Egy évvel Krux és Acronix legyőzése, és Wu mester elvesztése után, Ninjago City ünnepségén hat nindzsa ruhás ismeretlen tör be a Borg nagyvállalathoz, hogy ellopjanak egy Oni maszkot, de közben megérkezik Lloyd és rövid harc után a Zöld maszkos alak, Mr. E menekülőre fogja. Az üldözés után a Mr. E leugrik a hídról és Lloyd meglepődik az ejtőernyőjén lévő ábra láttán, mely Lord Garmadont, Lloyd halott édesapját ábrázolja. A csapat többi tagja különböző küldetésen vesz részt. Nya falusiakat szabadít fel, míg Cole és Jay híreket kap hogy egy emlékek nélküli ember egy hegyen lévő monostorba ment. Arra gyanakszanak, hogy talán Wu mester az, ám ottjártukkor tapasztalják, hogy tévedtek. Eközben Kai és Zane Stiixben harcolnak a 6. évadból ismerős Szerelővel. Nem sokkal később a csapat találkozik a Borg nagyvállalat tornyában, ezután Lloyd megmutatja a többieknek az új ellenséget és elmondja, hogy Cyrus Borgtól elloptak egy Oni maszkot, a tolvajok pedig a Garmadon fiai néven ismert, titokzatos motoros banda, akik a három Oni maszkot akarják megszerezni. Az erőszakos gonosztevők arra szeretnék felhasználni a maszkok erejét, hogy feltámasszák a gonosz Lord Garmadont. A banda főbb tagjai Killow, Ultra Viola és Mr. E, vezetőjük pedig a Szófukar, akiről kiderül, hogy ő valójában Harumi hercegnő.

### 9. évad
A 8. évad ott marad abba, amikor a Szófukarnak, vagyis Haruminak, és a Garmadon fiai nevű motoros bandának az Oni maszkok segítségével sikerül feltámasztani Lord Garmadont. A nagyúr kolosszus-szerű teremtményével majdnem elpusztítja a nindzsákat, ám egy bizonyos varázslatos útravalóval átkerülnek egy másik világba, míg Lloyd épphogy csak megmenekül Harumitól. Így tehát Garmadon lett Ninjago császára. A 9. évad egy héttel a 8. évadban történt események után veszi fel a fonalat. Ninjagóban Lloyd és Nya megalapítják az Ellenállást az elemi mesterekkel, hogy felvegyék a harcot Garmadon ellen, míg az ifjú Wu és a többi nindzsa az Onik és a Sárkányok világában reked, ahol a Vasbáró vezette Sárkányvadászok nevű banda vad sárkányokat vadászik le, hogy elő csalják a fészkéből az Ősszülöttet, a sárkányok anyját. Az Ellenállás próbálja feltartóztatni Garmadon fiait, amíg a többiek megtalálják a legendás Sárkánypáncélt, amivel visszatérhetnek Ninjagóba, hogy együtt letaszítsák a trónról Garmadont.

### A Spinjitzu Monostor Történetei
"A múlt mutatja előttünk a fényt – másképp a jövőbe vezető utunk sötétségbe borul." – Wu mester.
A nindzsák újjáépítik a Spinjitzu monostorát. Hogy a jövő generációi számára meg tudják őrizni a Spinjitzu örökségét, Wu mester felügyeli a falfestmény készítését, mely a Spinjitzu történetének legmeghatározóbb és leghatalmasabb pillanatait jeleníti meg.

### 10. évad
Mikor egy újabb sötét fenyegetés közeledik Ninjago felé, újra eljön az idő, hogy hőseink újra előbújjanak és megvédjék azt a földet, amit otthonuknak hívnak. Ez egy olyan világ, melynek történelme és öröksége igencsak gazdag, és ahol a nindzsák újabb erőket kell felszabadítsanak, hogy legyőzhessék a közeledő gonoszt. Milyenek lehetnek ezek a sötét erők, amik el akarják pusztítani Ninjagót? És hogyan lehet legyőzni őket?

### 11. évad
6 hónappal az Onik legyőzése után a nindzsák ellustultak; ezért Wu mester megleckézteti őket és ennek hatására elindulnak felfedezni egy ősi piramist. Véletlenül kiszabadítják a gonosz kígyó varázslónőt; Aspheerát aki bosszút akár állni Wu mesteren; mert otthagyta a piramisban évtizedekre. Zane megmenti Wút a száműzetéstől és így a Sosincs Világba kerül; ahonnan nincs kiút. Viszont Zane-t elfogta a kegyetlen Jégcsászár akit az alaktalan Vex manipulál. Vajon sikerül megmenteni Zane-t?

### 12. évad
A legendás videójáték; a Prime Birodalom visszatér, amiben a játékosok eltűnnek. A nindzsáknak a rejtély megoldása érdekében be kell lépniük ebbe a veszélyes digitális világba; amelyet egy titokzatos személy; a gonosz Unagami császár irányít. A Prime Birodalom egy ügyességi játék, amit Milton Dyer készített. Egész Ninjagót rejtély övezi, hogy miért tűnnek el a játékosok a 13. szinten. A játékot állítólag egy rettegett császár, Unagami irányítja, aki a játék utolsó főnöke. A nindzsák belépnek ebbe a digitális övezetbe, hogy megszerezzék a Kulcsanákat és megküzdjenek a hírhedt császárral.

### 13. évad
A 12. évad után a nindzsákat és Wu Mestert meghívják Shintaro Városába, Vania hercegnő születésnapjára. Útjuk során óriás denevérek támadják meg a hajót. Cole felfedezi Shintaro bányáiban ahogy a Koponyavarázsló Munszokkal és Gekkekkel bányásztat bosszúkövet.

### 14. évad
Egy Misako, Wu mester és Clutch Powers vezette expedíció elveszik egy feltérképezetlen sziget felkutatása közben. A nindzsák Tikkes Timhez fordulnak, aki már járt a szigeten s megteszik őt vezetőjüknek. A nindzsák a szigeten szembesülnek az amulett őrzőivel, akik hevesen őrzik az Első Spinjitzu Mester által őrzésre adott vihar amulettet. A szigetet Wojira legendája járja át s a ninjáknak szembe kell néznie a lény haragjával. Ám a ninják felfedezik, hogy ezen a szigeten nem minden az, aminek látszik.
A nindzsák megtudják, hogy Wu Mester, Misako és Cluth Powers eltűntek egy expedíció közben egy feltérképezetlen szigeten, ezért mentőakciót indítanak. Tikkes Tim segítségét kérik: az egyedüli emberét, aki valaha visszatért e rejtélyes szigetről. A nindzsáknak szembe kell nézniük a veszélyes viharzónával, hogy elérjék a sziget partjait. Miközben felderítik a szigetet, a nindzsák rájönnek, hogy követik őket, és felkészülnek a támadásra. Szerencsére csak egy barátságos sárkánnyal, Zippyvel találják magukat szemben. Azonban, ahogy eltűnt barátaik nyomait követik, erő-elnyelő kőszobrok támadják meg őket. Lloyd elmenekül, de a többi nindzsát a szigetlakók egy csoportja, az Amulett őrzői fogják el. Az Őrzők vezetője börtönbe veti Nyát, Kait, Zane-t és Cole-t, ahol találkoznak Wu mesterrel, Misakóval és Clutch Powersszel. Jayt azonban egy fényűző kunyhóba viszik, ahol mennyei ételekkel etetik, és az Őrzők "Jay ajándékáként" szólítják. Lloyd mentőakciót indít barátaiért, akik hamar rájönnek, hogy talán épp Jay van a legnagyobb veszélyben. Kiszabadulva börtönükből, a nindzsák megpróbálják megszöktetni Jayt, de elkésnek. Jayt magával ragadja a tengeri kígyó. Lloyd azonban érdekes felfedezést tesz, és rájönnek, hogy az Őrzőket manipulálták. Jay egy összelopkodott kincsekkel teli barlangban találja magát, ahol az igazi gonosz kilétére is fény derül. A nindzsa és Tikkes Tim hősiesen Jay megmentésére sietnek.

### 15. évad
Amikor Nya hatalma megzavarodik, a nindzsák válaszokat keresnek, amelyek a Végtelen-óceán fenekén rejlenek, és rájönnek, hogy Nya elementális ereje egy ősi misztikus lényhez kapcsolódik.
A nindzsák szembeszállnak Miss Térikával, aki épp egy szállítmány illegális bosszúkövet próbál csempészni. Nya egy vízciklont idéz meg, de elveszíti az irányítást felette, veszélybe sodorva ezzel a közeli falut. A nindzsák megmentik a lakosokat, de Miss Térika megszökik. Nya ereje a kolostorban sem szelídül meg. Sirámai ellenére Kai segítségül hívja édesanyjukat, Mayát. Maya megpróbálja átvenni az irányítást Nya élete felett, és fegyelemmel, egészséges étkezéssel és kiképzéssel megoldani a "kis gondját": amivel hamar Nya agyára is megy. Zane és Pixal egy segélykérő hívásra válaszolnak a tengeren, de egy különös energiapulzálás tönkreteszi járműveiket. Az energia, mely a víz mélyéről származik, lehet szerintünk felelős Nya gondjaiért. Nya, Jay, Zane, Pixal és Lloyd beszállnak egy új tengeralattjáróba, és elindulnak megkeresni az energiajelzés forrását, mely megzavarta Nya erőit. Mikor a házimunkák rejtélyes módon maguktól elkészülnek, a nindzsák egy potyautasra bukkannak: Mayára. Ahogy közelednek a Tartarus-árokhoz, a tengeralattjárót valami megtámadja, és az óceán fenekére süllyed, csapdába ejtve hőseinket. Miután rájönnek, hogy az energiaforrás lehet az egyetlen, amivel újraindíthatják a tengeralattjárót, Nya és Maya búvárruhát húz, hogy megtalálják a forrást. Egy ősi templomhoz érnek, ahol egy új gonoszra bukkannak, Kalmaar hercegre, aki épp egy ősi lényt próbál feléleszteni. Észreveszi Mayát és Nyát, és egy villámcsapással megakadályozza, hogy elszökjenek. Kalmaar fogva tartja Nyát és Mayát, hogy kiszedje belőlük a Vihar-amulett lelőhelyét. A herceget azonban magához hívatja apja, Trimaar király, akinek tudomására jut, hogy fia süllyesztette el a tengeralattjárót. Nya és Maya végül kiszabadítják magukat és megszöknek, de veszélyes cápákat szabadítanak rájuk. Jay közben életét kockáztatva próbálja újraindítani a tengeralattjárót. Miután a tengeralattjáró megmenti Nyát és Mayát, mind Merlopiába indulnak Trimaar király színe elé. Kalmaar saját embereit elárulva üldözőbe veszi a nindzsákat, akiknek most a vízzel elárasztott palotából kell elmenekülniük. Benthomaar megismeri fivére szándékait és rájön, hogy nem a nindzsák a baj okozói. Lélegeztető-készülékeik segítségével a nindzsák túlélik az áradást, de cápák veszik őket üldözőbe. Benthomaar a segítségükre siet és elvezeti őket a hangárba. Amint megkezdődik a csata, a nindzsák beindítják a tengeralattjárót. Megindul a hajsza Merlopián át, miközben Kalmaar és serege megpróbálja lelőni a hajót. A nindzsák megmenekülnek, és Benthomaar már új szövetségesükként áll mellettük. Benthomaar felidézi tragikus élettörténetét. Trimaar király kisbabaként talál rá a fiúra, akit gondjai alá vesz. Az ifjú Bentho mindent megtesz, hogy kiérdemelje fivére szeretetét, de Kalmaar fittyet sem hány rá, mivel Wojira felkutatása köti le figyelmét. Kalmaar végül visszaél Benthomaar bizalmával és ráveszi, hogy veszélyes áramlatokon átúszva megtalálja neki Wojira templomát. Kalmaar megszerzi a vihar amulettet, és felébreszti Wojirát. Kalmaar Wojirával pusztítást végez Ninjago Cityben, Nya meghozza a végső áldozatot és eggyé olvad a tengerrel.

### 16. évad
Egy évvel azután, hogy Nya megmentette Ninjago Cityt és eggyé vált a tengerrel, Cole megpróbálja újra összehozni a csapatot. Kainak saját dódzsója lett, Lloyd ablakpucoló lett és Jay a világítótorony szigetre költözött hogy közelebb legyen Nyához. A Sok üzenet hatására amit Ninjago City lakói írtak, újra egyesíti a csapatot. Nya, aki ma a vízi sárkány megment egy fuldoklót, és kezdi elfelejteni ki is ő. Nyad, a víz első mesterével is találkozik a tengerben. Az üzenetek olvasása közben, Nya visszanyeri az emlékeit és elindul megkeresni Jayt. A bosszúkő csempészet kiderítése érdekében a nindzsák nyomokat keresnek egy befejezetlen metróvonalon. Jay és Kai egymásnak esnek, de Nya visszatérése megállítja őket. Nya megmentéséért a nindzsák betörnek a Kryptáriumba hogy kiszabadítsák Aspheerát, később megszerzik Aspheera botját amivel Nyát visszaváltoztatja emberré, így a nindzsák az öt első számú közellenséggé válnak. A nindzsákat letartóztatják és a Kryptárium börtönbe kerülnek, ahol összetalálkoznak néhány régi ellenségükkel. A fogság ideje alatt megtudják, hogy egy Kristálykirály nevű gonosz egy nagy csapatot toboroz. A nindzsák, hogy kiderítsék, mi van készülőben megszöknek a börtönből és üldözöttekké válnak. Lloyd beépül a Kristálykirály tanácsába, A Szerelőnek álcázva magát, a Kristálykirály bázisán felfedez egy bosszúkőből faragott hadsereget, az egyik Kristálypók felfedezi hogy az igazi Szerelő a többi nindzsával harcol, ez lebuktatja Lloydot és a Kabuki Maszkos alak felfedi magát Lloyd előtt aki nem más mint a Szófukar, vagyis Harumi. Vajon mi lehet ez a nagy terv? Ki az a titokzatos Kristálykirály?

## Magyar változat
| #                | megbízó                                    | #                 | studió                       | #           |
| ---------------- | ------------------------------------------ | ----------------- | ---------------------------- | ----------- |
| A szinkront a/az | RTL Klub                                   | megbízásából a/az | Szinkron Systems (1-3. évad) | készítette. |
| A szinkront a/az | Turner Broadcasting System                 | megbízásából a/az |                              | készítette. |
| A szinkront a/az | SDI Media Hungary (4-11. évad és 16. évad) | megbízásából a/az |                              | készítette. |
| A szinkront a/az | Lyuno Media Group (12-15. évad)            | megbízásából a/az |                              | készítette. |

| Magyar Változat   | Magyar Változat                                                                           |
| ----------------- | ----------------------------------------------------------------------------------------- |
| Magyar szöveg     | Rozsnik László (4-6. évad), Lai Gábor (7-11. évad és 16. évad), Baski Márti (12-15. évad) |
| Hangmérnök        | Császár-Bíró Szabolcs (4. évadtól)                                                        |
| Vágó              | Kránitz Bence (4. évadtól)                                                                |
| Gyártásvezető     | Németh Piroska (4. évadtól), Szabó Nikolett Kinga (10. évad)                              |
| Szinkronrendező   | Faragó József (4-11. és 16. évad), Böhm Anita (12-14. évad) Mészáros Károly (14-15. évad) |
| Produkciós vezető | Németh Napsugár (4. évadtól)                                                              |

- Felolvasó: Kovács M. István (pilot évad), Várday Zoltán (pilot évad mini epizódjai, 11. évad), Korbuly Péter (1-7. évad), Baradlay Viktor (8-16. évad), Király Attila (84. rész – 9.évad, 16. évad), Szvetlov Balázs (10-13. évad), Markovics Tamás (11-16. évad), Molnár Ilona (11-16. évad), Moser Károly (11-16. évad), Széles Tamás (11. és 16. évad), Ősi Ildikó (11. és 16. évad), Böhm Anita (12-15. évad), Rosta Sándor (13-16. évad), Sipos Eszter Anna (15. évad), Zakariás Éva (16. évad), Dögei Éva (13. évad), Németh Gábor (14-15. évad), Czető Roland (15. évad), Kisfalusi Lehel (15. évad), Papucsek Vilmos (11. évad), Nádasi Veronika (11. évad), Előd Álmos (16. évad), Gulás Fanni (16. évad), Pálfai Péter (16. évad), Nagypál Gábor (16. évad), Törköly Levente (16. évad), Nádorfi Krisztina (16. évad)

### Magyar hangok
- Albert Gábor - Clutch Powers (14-15. évad), Shifty,
- Albert Péter - Jég Császár (11x23)
- Andresz Kati – Edna
- Andrádi Zsanett - Gayle Gossip (Prime Empire rövidfilmek)
- Ács Balázs - Tini Wu (9x05)
- Barabás Kiss Zoltán – Luke Cunningham, Skullbreaker
- Baradlay Viktor – Lloyd Montgomery Garmadon (4-16. évad)
- Baráth István – Nobu, Fiatal Wu (Mini Epizódok), Kevin Hagemann
- Barbinek Péter – Chen
- Bácskai János - Kruncha, Karloff (7. és 9. évad), Grimfax (11x15), Ronin (16x07), A Sötét Úr (16. évad)
- Bálint Adrienn - Gayle Gossip (8-11. és 16. évad)
- Beregi Péter – Wryath
- Bergendi Áron – Gliff, Ginkle, Dwayne (11. évad)
- Bertalan Ágnes - Gayle Gossip (6. évad)
- Bodrogi Attila – Rufus McCallister (2. évad)
- Bogdányi Titanilla – Dilara
- Bognár Tamás – Mezmo, Skalidor, A Sötét Úr (2-3. évad), Arcturus Tábornok, Karloff (4. évad), Ghoultar, Kozu (Különkiadás), Acronix, Killow
- Boldog Gábor – Kataru
- Bolla Róbert – Kozu (2. évad), Zugu, Tommy Nyomozó, Unagami (12x08. rész)
- Borbiczki Ferenc – Ninjago császára, Shippelton
- Borbíró András – Newbie Gamer
- Böhm Anita – P.I.X.A.L. (12-15. évad)
- Csifó Dorina – Isabel "Izzie" Christina Garcia (Álomcsapat)
- Csík Csaba Krisztián – Skales (1-4.évad)
- Csuha Borbála - Gayle Gossip (7. évad)
- Csuha Lajos – Dr. Julien (1. évad), Noble igazgató (2. évad), Ed (6-7. évad)
- Czető Ádám - Nelson (15x11), Gyerek Unagami, Dareth (16x30), Mateo Christopher Garcia (Álomcsapat)
- Czető Roland - Griffin Turner, Kalmaar, Cole Bucket (16.évad)
- Czető Zsanett – Avatár Harumi
- Czifra Krisztina – Ultra Viola (12x03)
- Dányi Krisztián – Sziki Szárnyas (12x03)
- Dézsy Szabó Gábor – Tipegő, A Szerelő (11-16. évad)
- Dolmány Attila – Shadow (4. évad), Morro, Pythor (16.évad)
- Dögei Éva - Vania
- Elek Ferenc – Fenwick
- Előd Álmos – Dareth (4-11. és 16x07-10)
- Előd Botond – Dareth (2. évad)
- F. Nagy Eszter – Lilly (13. Évad), Misako (14-15. évad)
- Faragó András – Nadakhan, Cryptor (Különkiadás), Lou (7. évad)
- Farkasinszky Edit – Machia
- Fehér Péter – Noble igazgató (8-11. évad)
- Fekete Zoltán – Cyrus Borg (4-5., 7. és 16. évad)
- Fellegi Lénárd – Robotkísérő 3000
- Forgács Gábor – Soto kapitány (12x03)
- Galbenisz Tomasz – Mezmo, Rattla, Noonan, Blunck, Chopper Maroon
- Gáll Dávid – Jake (11. évad)
- Gubányi György István – Okino, Rendőrnyomozó-főnök (12x01-02)
- Gulás Fanni – Harumi hercegnő / Szófukar
- Györfi Laura – Hetes Számú Versenyző (12. évad)
- Hermann Lilla – Nyad
- Harcsik Róbert – Cyrus Borg (3. évad)
- Halász Aranka - Sorla
- Hám Bertalan – Párkás, Pink Ninja, Logan Chan	(Álomcsapat)
- Hámori Eszter – Korábbi Villám mester
- Holl Nándor – Vangelis Király (13. évad), Fiatal Wu (5. évad), Simon Nyomozó
- Imre István – Plundar, Groko, Dwayne (14. évad), Trimaar Király, Rendőrnyomozó-főnök (15x15), PoulErik, Bob the Intern
- Jakab Csaba – Ray (7. évad)
- Joó Gábor – Cryptor (3. évad), nindroid-katonák, Béna-droid, Dan Hagemann
- Juhász Zoltán – Scott, Red Visors
- Kapácsy Miklós – Fungus, Skull of Hazza D'ur
- Kassai Károly – Krux / Dr. Sander Saunders (A régmúlt gonosztevői)
- Kajtár Róbert – Rendőrnyomozó-főnök (11x07), Cecil Putnam
- Kautzky Armand – Örökség rövidfilmek narrátor
- Kádár-Szabó Bence – Red Visors
- Kelemen Kata – Orange Ninja
- Kelemen Noel – Jake (16. évad)
- Kerekes József – Pythor (4x09-10, különkiadás), Cyrus Borg (6. évad), Cryptor (A régmúlt gonosztevői), Skales (7x08)
- Király Adrián – Vangelis Király (16. évad)
- Király Attila – Garmadon
- Kisfalusi Lehel - Benthomaar
- Kis Horváth Zoltán – Hailmar (13. évad), Dareth (15x14)
- Kis-Kovács Luca – Ultra Viola (8-11. és 16. évad), Akita, Miss Térika (16. évad)
- Kiss Anikó – Misako (13x01), Miss Térika (15x01)
- Kiss Erika - Murtessa
- Konrád Antal – Rendőrnyomozó-főnök (6-11. évad)
- Kossuth Gábor – Samukai (2x06), Clancee, Underhill, Twitchy Tim (16x09)
- Kovács Lehel – Fritz Donnegan (3. évad)
- Kovács Nóra – Maya (7. évad), Ninjago Császárnője
- Kőszegi Ákos – Kikötözött csontváz a Balszerencse Tornyán
- Maday Gábor – Szemező (39. rész) Murt, Butchie
- Markovics Tamás – Kai Smith, Bizarro Kai
- Maszlag Bálint - Gyerek Wu
- Melis Gábor – William Toughbutt
- Menszátor Magdolna – Misako (2-10. és 16. évad)
- Mohácsi Nóra – Tox (9. évad)
- Molnár Áron – Dareth (3. évad)
- Molnár Ilona – Nya Smith
- Molnár Levente - Uthaug
- Molnár Olivér – Leroy
- Morvay Gábor – Lloyd Montgomery Garmadon (1-3. évad)
- Moser Károly – Jay Walker, Bizarro Jay
- Nagy Gereben – Nelson (6., 11. és 16. évad)
- Nagypál Gábor – Hounddog McBrag
- Nádasi Veronika – Bansha, Aspheera
- Nádorfi Krisztina – Antonia (11. és 16. évad)
- Nemes Takách Kata – Hetes Számú Versenyző (16. évad)
- Németh Borbála – P.I.X.A.L. (3. évad)
- Németh Gábor – Mammatus
- Németh Kriszta – Heavy Metal / Hit
- Ősi Ildikó – P.I.X.A.L. (4-11. és 16. évad)
- Papp Dániel – Csalihal
- Papucsek Vilmos – Samurai X / P.I.X.A.L. (8. évad), A Szerelő (6-8. évad), Vex, Hailmar (15x13. rész)
- Pálfai Péter – Noble igazgató (3. évad), Sensei Wu (10. és 16. évad)
- Pálmai Szabolcs – Gulch, Jimmy (10. évad)
- Pál Tamás – Jacob Pevsner, Samurai X / P.I.X.A.L. (7. évad), Teal Ninja
- Penke Bence – Gene, Vinny Folson
- Petridisz Hrisztosz – Flintlocke, Noble Igazgató (12x03), Unagami (12x14-16. rész), Ray (15. évad)
- Péter Richárd – Cserpes
- Potocsny Andor – Dogshank / Kutyafül, Shadow (9. évad), Skales (11. évad)
- Pupos Tímea – kisgyerek Wu
- Rába Roland – Dareth (12x13. rész), Ronin (16x22-24)
- Renácz Zoltán – Sziki Szárnyas (11. és 16. évad), Zane Julien (12-15. évad)
- Réti Szilvia – Chamille
- Rosta Sándor – Ed Walker (1-3. évad), Sensei Yang, Clutch Powers (11. évad), Sensei Wu (12-15. évad), Ulysses Trustable
- Sági Tímea - Mistake (8-9. évad)
- Seder Gábor – Chope, Postás (8. évad), Twitchy Tim (14. évad)
- Seszták Szabolcs – Pythor (1-2. évad), Kapau
- Sipos Eszter Anna - Maya (15. évad), Zoey Okoro (Álomcsapat)
- Solecki Janka - Kávézó vezető Nindroid
- Straub Martin – Kicsi Skales (7x08)
- Stohl András – Char
- Szalay Csongor – Brad Tudabone, Kicsi Skales
- Szabó Andor – Sápadt férfi (9. évad), Hailmar (16x13. rész)
- Szabó Endre – Cyrus Borg (12x03), Milton Dyer, PoulErik, Red Visors
- Szabó Zselyke - Sally
- Szabó Sipos Barnabás – Ronin (5-7. évad)
- Szatory Dávid – Fiatal Wu (7. évad), Tini Wu (9x06-08, Örökség rövidfilmek)
- Szatmári Attila – Fangtom, Glutinous
- Szentirmai Zsolt – Jimmy (11. évad)
- Széles Tamás – Zane Julien (1-11., és 16. évad), Bizarro Zane, Echo Zane, Jég Császár
- Szirtes Marcell - Gyerek Garmadon
- Szinovál Gyula – Szellemnyilas, Fintlocke
- Szokol Péter – Nuckal, Tájékoztató papagáj, Tony, Sushimi
- Szórádi Erika – Mystake (1-2. évad), Cathy
- Sörös Miklós – Krag
- Szrna Krisztián – Fuchsia Ninja
- Szvetlov Balázs – Cole Bucket (1-15. évad), Bizarro Cole
- Tarr Judit – Jet Jack
- Tokaji Csaba - Fred Finely, Ronin (14x04)
- Törköly Levente – Szemező (41. rész), Hutchins, Samukai (Az Ősök napja), Kozu (A régmúlt gonosztevői), Grimfax (11x23-30), Gripe
- Turi Bálint - Boma
- Vadász Bea – Reflectra (Örökség rövidfilmek), Antonia (15x11)
- Varga Gábor – Rufus McCallister (6. évad)
- Varga Rókus – Noble igazgató (6. évad), Krux / Dr. Sander Saunders (7. évad), Mohawk, Neuro (9. Évad), Dan Vaapit
- Varga Tamás – Samukai (Pilot évad)
- Vári Attila – Mr. Lou, Spitta, Dr. Julien (2. évad)
- Vass Gábor – Sithraa, Clouse, Ronan (9. évad), Omega, Az Első Spinjitzu Mester (109. rész), Jég Császár (114. rész)
- Várday Zoltán – Sensei Wu (1-9. és 11. évad)
- Várkonyi András – Rendőrnyomozó-főnök (16. évad)
- Viczián Ottó – Soto kapitány (2. évad), Pythor (3. évad), Neuro (4. évad)
- Vida Péter – Raggmunk, Vasbáró
- Welker Gábor – Soto kapitány (6. évad)
- Zakariás Éva – Skylor

#### További magyar hangok
- Grúber Zita –
- Koncz István –
- Berecz Kristóf Uwe –
- Haagen Imre –
- Endrédi Máté –
- Vámos Mónika –
- Gardi Tamás –
- Faragó József –
- Karsai István –
- Németh Attila István –
- Kapu Hajni –
- Rádai Boglárka –
- Gőbölös Krisztina –
- Bartók László –
- Orosz Gergely –
- Farkas Zita –
- Galiotti Barbara –
- Gyurin Zsolt –
- Orbán Gábor –
- Tárnok Csaba –
- Hám-Kereki Anna –
- Miklós Eponin –

## Epizódok

### Évadok
| Évad | Évad        | Epizódok    | Eredeti sugárzás     | Eredeti sugárzás    | Eredeti adó     | Magyar sugárzás      | Magyar sugárzás    | Magyar adó      |
| Évad | Évad        | Epizódok    | Évadpremier          | Évadfinálé          | Eredeti adó     | Évadpremier          | Évadfinálé         | Magyar adó      |
| ---- | ----------- | ----------- | -------------------- | ------------------- | --------------- | -------------------- | ------------------ | --------------- |
|      | Pilot       | 4           | 2011. január 14.     | 2011. január 14.    | Lego Honlap     | 2011.                | 2011.              | Lego Honlap     |
|      | 1           | 13          | 2011. december 11.   | 2012. április 11.   | Cartoon Network | 2012. november 25.   | 2012. december 7.  | Megamax         |
|      | 2           | 13          | 2012. július 18.     | 2012. november 21.  | Cartoon Network | 2012. december 8.    | 2012. december 20. | Megamax         |
|      | 3           | 8           | 2014. január 29.     | 2014. november 26.  | Cartoon Network | 2014. október 7.     | 2014. október 17.  | RTL Klub        |
|      | 4           | 10          | 2015. február 23.    | 2015. április 3.    | Cartoon Network | 2015. március 23.    | 2015. április 3.   | Cartoon Network |
|      | 5           | 10          | 2015. június 29.     | 2015. július 10.    | Cartoon Network | 2015. június 22.     | 2015. július 3.    | Cartoon Network |
|      | 6           | 10          | 2016. június 9.      | 2016. július 15.    | Cartoon Network | 2016. április 8.     | 2016. május 6.     | Cartoon Network |
|      | Különkiadás | Különkiadás | 2016. október 29.    | 2016. október 29.   | Cartoon Network | 2016. október 29.    | 2016. október 29.  | Cartoon Network |
|      | 7           | 10          | 2017. május 15.      | 2017. május 26.     | Cartoon Network | 2017. április 24.    | 2017. június 9.    | Cartoon Network |
|      | 8           | 10          | 2018. április 16.    | 2018. május 25.     | Cartoon Network | 2018. április 30.    | 2018. május 11.    | Cartoon Network |
|      | 9           | 10          | 2018. augusztus 11.  | 2018. augusztus 25. | Cartoon Network | 2018. november 26.   | 2018. december 7.  | Cartoon Network |
|      | 10          | 4           | 2019. április 19.    | 2019. április 19.   | Cartoon Network | 2019. április 6.     | 2019. április 14.  | Cartoon Network |
|      | 11          | 30          | 2019. június 22.     | 2020. február 1.    | Cartoon Network | 2019. október 19.    | 2020. február 16.  | Cartoon Network |
|      | 12          | 16          | 2020. július 19.     | 2020. augusztus 30. | Cartoon Network | 2020. szeptember 26. | 2020. október 18.  | Cartoon Network |
|      | 13          | 16          | 2020. szeptember 13. | 2020. november 1.   | Cartoon Network | 2020. október 24.    | 2020. november 15. | Cartoon Network |
|      | 14          | 4           | 2021. március 7.     | 2021. március 14.   | Cartoon Network | 2021. október 11.    | 2021. október 12.  | Cartoon Network |
|      | 15          | 16          | 2021. április 4.     | 2021. május 23.     | Cartoon Network | 2021. október 13.    | 2021. október 22.  | Cartoon Network |
|      | 16          | 30          | 2022. május 20.      | 2022. október 10.   | Cartoon Network | 2022. november 7.    | 2022. november 25. | Cartoon Network |

### Mini epizódok
| Évad               | Évad                                | Epizódok | Eredeti sugárzás   | Eredeti sugárzás    | Eredeti adó       | Magyar sugárzás     | Magyar sugárzás     | Magyar adó          |
| Évad               | Évad                                | Epizódok | Évadpremier        | Évadfinálé          | Eredeti adó       | Évadpremier         | Évadfinálé          | Magyar adó          |
| ------------------ | ----------------------------------- | -------- | ------------------ | ------------------- | ----------------- | ------------------- | ------------------- | ------------------- |
|                    | Mini epizódok                       | 6        | 2011. január 14.   | 2011. január 14.    | Lego Honlap       | 2011.               | 2011.               | Lego Honlap         |
| 2019. november 13. | 2019. november 13.                  | 6        | 2011. január 14.   | 2011. január 14.    | Lego Honlap       | YouTube             |                     |                     |
|                    | Chen mini epizódjai                 | 5        | 2015. július 16.   | 2015. szeptember 9. | YouTube           | TBA                 | TBA                 | TBA                 |
|                    | Wu-Cru                              | 8        | 2016. február 1.   | 2016. december 19.  | YouTube           | 2016. május 11.     | 2016. október 8.    | YouTube             |
|                    | A Légi-kalózok legendái             | 6        | 2016. február 17.  | 2016. április 25.   | YouTube           | 2016. május 11.     | 2016. augusztus 20. | YouTube             |
|                    | A régmúlt gonosztevői               | 6        | 2016. június 13.   | 2016. augusztus 1.  | YouTube           | 2016. augusztus 15. | 2016. október 26.   | YouTube             |
|                    | Wu teái                             | 20       | 2017. július 13.   | 2017. július 13.    | YouTube           | 2017. július 21.    | 2017. július 21.    | YouTube             |
|                    | Dekódolva                           | 10       | 2017. november 23. | 2018. január 29.    | YouTube           | TBA                 | TBA                 | TBA                 |
|                    | Történetek a Spinjitzu monostorából | 6        | 2018. december 19. | 2018. december 19.  | Lego Honlap       | 2018. december 31.  | 2018. december 31.  | Lego Honlap         |
| 2019. február 1.   | Történetek a Spinjitzu monostorából | 6        | 2019. február 10.  | YouTube             | 2019. február 20. | 2019. február 25.   | YouTube             |                     |
|                    | Prime Birodalom rövidfilmek         | 6        | 2020. január 7.    | YouTube             | 2020. április 21. | 2020. augusztus 30. | YouTube             | 2020. szeptember 2. |
|                    | Ninjago: Újragondolva               | 5        | 2021. április 23.  | YouTube             | 2021. május 21.   | 2021. július 16.    | 2021. július 16.    |                     |
|                    | The Virtues of Spinjitzu            | 6        | 2022. január 11.   | YouTube             | 2022. február 15. | 2022.               | YouTube             | 2022.               |

## Egyéb média

### Ninjago: Master of the 4th Dimension
A Ninjago Master of the 4th Dimension egy 4D-es rövidfilm, amelyet 2018. január 18-án mutattak be a Kaliforniai LEGOLAND-ben. A Ninjago-médiaban ez volt az első alkalom, hogy Lloyd-ot az új szinkronhangja, Sam Vincent szólaltatta meg, aki az eredeti szinkronhangja, Jillian Michaels helyébe lépett. Magyar változat nem készült belőle.

### Előadások

#### LEGO Ninjago: The Realm of Shadows
A LEGO Ninjago: The Realm of Shadows egy előadás, amelyet 2015-ben mutattak be a Malajziai LEGOLAND-ben. Dan és Kevin Hageman megerősítették a Twitteren, hogy a színdarab a sorozat kánonja, ami az 5. és a 6. évadok között játszódik. Ez volt az első színdarab, amit bábokkal adtak elő.

#### LEGO Ninjago: The Portal of Peril
A LEGO Ninjago: The Portal of Peril egy előadás, amelyet 2017-ben mutattak be a Windsori LEGOLAND-ben, a Ninjago: The Ride nyitányán adtak elő.
- 2022-ben visszahozták a LEGO Ninjago Weekends-re.

### Képregények

#### LEGO Ninjago: Dark Island Trilogy
A LEGO Ninjago: Dark Island Trilogy 2016-ban kiadott három részes képregénysorozat, amelyeket 2016. augusztus 8. és augusztus 10. között adtak ki.
A cselekmény a 6. évad és az Az Ősök napja között játszódik.

#### LEGO Ninjago: Garmadon
A LEGO Ninjago: Garmadon 2022-ben megjelent öt részes képregénysorozat, amely 2022. április 6. és 2022. november 23. között adtak ki. Garmadon történetét mutatja be a 10. évad eseményei után.

### LEGO Ninjago: Borostyánspirál
A LEGO Ninjago: Borostyánspirál egy kilenc fejezetből álló történet ami Skylor-re fókuszál. 2022. május 6. és 2022. május 20. adtak ki a 
LEGO.com-on.

### Könyvek

#### LEGO Ninjago: Spinjitzu Brothers
A LEGO Ninjago: Spinjitzu Brothers 2021 és 2022-ben kiadott négy részes könyvsorozat, amely Wu és Garmadon fiatalabb éveiben játszódik.

### NINJAGO – Ten Years of Spinjitzu: A Documentary
A Ninjago-médiaban ez volt az első alkalom, ami összefoglalja a Ninjago 10 évét.

### Zenei Videók

#### Inner Steel
A 16. évadhoz készült zenei videó 2022. október 8-án jelent meg a LEGO YouTube csatornáján.

### Videó játékok és Appok
Lego Battles: Ninjago (2011), Lego Ninjago: Nindroids (2014), Lego Ninjago: Shadow of Ronin (2015), Lego Ninjago: Tournament (2015), Lego Dimensions (2015), Lego Worlds (2017), The Lego Ninjago Movie Video Game (2017), Ride Ninja (2018), Lego Brawls (2019) és Lego Legacy: Heroes Unboxed (2020)

### Magazinok
2015 eleje óta minden hónapban megjelenik egy 36 oldalas Lego Ninjago magazin az Egyesült Királyságban és Hollandiában, Magyarországon 2017 óta. Képregényt, valamint különféle tényeket, rejtvényeket, posztereket, versenyeket és egyéb tevékenységeket tartalmaz. Minden kiadás Lego minifigurát (az egyik nindzsa vagy a sorozat egyik gonosztevője) és egy arany Limitált Kártyát, kártyacsomagot, Matricát is tartalmaz.

#### A LEGO Ninjago Film Kiadás
2017-ben a magazin különkiadása megjelent a A Lego Ninjago film-mel egy időben. 

#### Legacy Kiadás
- 2019-ben, a Ninjago: Legacy szettekkel egy időben, a magazin különkiadása is megjelent, ami Legacy minifigurákat.
- 2022-től Ninjago: Core szettek bevezetésével új minifigurákat tartalmaznak.

### Trading Card Game
A Trading Card Game egy kártyajáték, amelyet 2016 -ban indítottak el.
- 1. sorozat (2016): 6. évad és korábbi évadok
- 2. sorozat (2017): "Az Ősök Napja" és 7. évad
- 3. sorozat (2018): 8. évad
- 4. sorozat (2019): 9. évad és 10. évad
- 5. sorozat (2020): 11. évad és 12. évad
- 5. sorozat: Next level (2020): 11. évad , 12. évad és 13. évad
- 6. sorozat (2021): 13. évad és 14. évad
  - 6. sorozat: Next level (2021): 13. évad és 14. évad
- 7. sorozat (2022): 15. évad és Ninjago: Core
  - 7. sorozat: Next level (2022): 15. évad és Ninjago: Core
- 8. sorozat (2023): Ninjago: Core és 16. évad

## Idővonal
| 2011 | Pilot Évad                                  |
| 2011 | Mini epizódok                               |
| 2012 | 1. Évad: A Szerpentinek felemelkedése       |
| 2012 | Kék villám                                  |
| 2012 | Elemi harcos                                |
| 2012 | 2. Évad: A Zöld Nindzsa felemelkedése       |
| 2012 | Zöld Őrangyal                               |
| 2013 |                                             |
| 2014 | 3. Évad: Újratöltés                         |
| 2015 | 4. Évad: Az Elemek Viadala                  |
| 2015 | 5. Évad: Megszállottság                     |
| 2016 | 6. Évad: Égbolt                             |
| 2016 | Ninjago: Az Ősök napja                      |
| 2017 | 7. Évad: Az Idő Markában                    |
| 2017 | Operation Heavy Metal (67-68. Részek alatt) |
| 2017 | Samuráj X felemelkedése (72. Rész alatt)    |
| 2017 | Az Idő Drága                                |
| 2018 | 8. Évad: Garmadon Fiai                      |
| 2018 | 9. Évad: Hunted - Az üldözött               |
| 2018 | A Spinjitzu monostor történetei             |
| 2019 | 10. Évad: Az Onik jövetele                  |
| 2019 | 11. Évad: A Tiltott Spinjitzu titkai        |
| 2020 | Prime Birodalom rövidfilmek                 |
| 2020 | 12. Évad: Prime Birodalom                   |
| 2020 | 13. Évad: A Hegy Mestere                    |
| 2021 | 14. Évad: A Sziget                          |
| 2021 | The Virtues of Spinjitzu                    |
| 2021 | 15. Évad: Tengeri Irányban                  |
| 2022 | 16. Évad: Crystalized                       |

Mivel a sorozatban nem emlitik meg milyen évet írnak.
Az 1. Évad néhány hónappal a Pilot Évad után játszódik. A Mini epizódok a két évad közt. Az 1. és 2. Évad közti idő csak néhány perc.
A 2. Évad és a 3. Évad közt kb. Másfél-két év. A 3. Évad és 4. Évad közt néhány hónap, míg a 4. Évad és 5. Évad közt néhány hét a különbség. Az 5. Évad utolsó két része (53-54. Rész) az adott év zárónapján zajlik. A 6. Évad nagyrészt egy másik idővonalon játszódik (Jay utolsó kívánsága, első epizód idejére küldi vissza a nindzsákat). Az Ősök Napja egy éjszaka alatt játszódik. A 7. Évad röviddel az Ősök napját követően zajlik.
A 8. Évad egy évvel Krux és Acronix legyőzése után játszódik. A 9. évad egy héttel a 8. évadban történt események után veszi fel a fonalat. A Spinjitzu monostor történetei a jelenben kezdődnek és nagyrészt a múltban (a Zöld Őrangyal a második évad után, az Elemi harcos és a Kék villám az első évad alatt) játszódnak. A 10. Évad kb. egy hónappal a 9. évadban történt események után veszi fel a fonalat.
A 11. Évad, 1-15. része 6 hónappal az Onik legyőzése után játszódik, 11. Évad, 16-30. része Sosincs világban (mivel az idő eltorlodása, nincs hatással Ninjagora) játszódik. A Prime Birodalom rövidfilmek (Táncolj! és A frissítés részek) közvetlenül a 12. Évad elött játszódnak, (A győzelem jelentése, A potyautas és A hajsza részek) a Belépsz a Prime Birodalomba? rész után zajlanak. A 13. Évad néhány nappal a 12. Évad után zajlik. A 14. Évad röviddel a 13. Évad után játszódik. A 14. és 15. Évad közt nemsok idő telik el. A 16. Évad egy évvel a 15. évad után játszódik.
A Ninjago: Újragondolva 5. Része Az Idő Drága közvetlenül a 7. Évad utolsó része után játszódik. A The Virtues of Spinjitzu rövidfilmek a 14. és 15. évad közt (nagyrészt álomvilágban) játszódnak.
A Chen mini epizódjai, A Légi-kalózok legendái, A régmúlt gonosztevői, a Wu-Cru, a Wu Teái, a Dekódolva, a Ninja Vlog és a Ninjago: Újragondolva több része és a LEGOLAND rövidfilme a LEGO Ninjago: Master of the 4th Dimension Kánonon kívüliek.